# Lepiku (Tallinn)
Lepiku är en stadsdel i distriktet Pirita i Estlands huvudstad Tallinn.
Stadsdelen präglas av enfamiljshus och estnisk medelklass.